# Tsukubamonas globosa
A Tsukubamonas globosa a Tsukubea Tsukubamonas nemzetségének egyetlen ismert faja. Szabadon élő ostoros, melyet a Cukubai Egyetemben izoláltak egy tóból. Édesvízben él.

## Történet
2011-ben izolálták Yabuki et al. a Cukubai Egyetemben egy tóból. 2019-ben Adl et al. az önálló Tsukubamonadida kládba sorolták. Cavalier-Smith és Chao 2020-ban a Discicristata testvércsoportjaként írta le.
Thomas Cavalier-Smith 2017-ben az Eozoa alországba helyezte, 2022-ben pedig az ezen belül kialakított Eolouka törzsbe.

## Morfológia
Kerek kétostorú sejt kinetidánként 4 kinetoszómával.
Magját endoplazmatikus retikulum veszi körül, mitokondriumaiban tubuláris cristák vannak. 2 ostoros és 2 ostor nélküli alapi teste, 3 fő mikrotubulus-gyökere, 4 fő rostja, 1 centroszómája, több belső mikrotubulusa van, nincs Golgi-készüléke, sejten kívüli ostorhálója vagy diktioszómája. Az R2 ágai közti sejtszájjal eszi baktériumokból álló zsákmányát.
Egy hátulsó ostorgyökere van, mely az R2 gyökér része, az R1 hiányáról és a sejt csúcsában lévő kinetidáról Cavalier-Smith feltételezte, hogy ősi jelleg. Emellett elülső gyökere és A-rostja, szingulett rosttal asszociált rostja is van, B-rostja a hátulsó alapi testből ered, nincs összetett rostja, dorzális legyezője vagy az elülső és a hátulsó alapi test közti disztális rostja.

## Életmód
Aerob bakterivor egysejtű.

## Genetika
MtDNS-e S10 csoportjából csak az rpl2, rps19, rps3, rpl16, a spektinomicinnel jelöltből csak az rpl5, rps14, rps8, rpl6 vannak, míg az α-riboszomálisfehérje-csoport adk és rpoA génjei hiányoznak. 27 tRNS-e van.:3B ábra Mitokondriális rrn5 génje az rnl és a trnD gének közt van:S1 táblázat az rns gén előtt.
Kerek mitokondriális genomját 2014-ben szekvenálták, hossza 48 463 bp, legalább 41 génje van, 22 az elektrontranszportláncban, 19 a transzlációban játs zik szerepet. A humán DNS-polimeráz γ-val homológ rdxPolA-val rendelkezik. GC-tartalma 33,8%, a kódoló szakaszoké 34,3%, a nem kódolóké 29,4%, a kódoló szakaszokon belül a fehérjekódoló géneké 32,6%, az RNS-kódolóké 43,5%. 6 fizikailag egymással átfedő génpárja van, az rpl16 az rps3-mal és az rpl14-gyel, az rps8 az rps14-gyel és az rpl6-tal, a nad4 a nad2-vel, a cox1 egy akkor ismeretlen funkciójú nyitott leolvasási kerettel, az URF111-gyel fed át. Egy GUU antikodonú aszparaginil-tRNS-génje és egy ugyanilyen antikodonú aszparaginil-tRNS-pszeudogénje van. Általában standard átírási táblázat szerint történik a transzkripció egy atp1-ben lévő nem standard startkodontól eltekintve. Kódoló szakaszai aránya 65,7%. Rendelkezik atp3-mal, de nem rendelkezik atp4-gyel.
ATP-szintáza 5 hélixes b alegységet tartalmaz, e, g, h és k alegység nem ismert benne.

## Filogenetika
Korábban a parafiletikus Excavata Eolouka csoportjába sorolták, a Derelle et al. 2015-ös tanulmánya alapján a Diphoda kládba tartozó Discobán belül a Discicristata tagja.

## Fordítás
Ez a szócikk részben vagy egészben  a   Tsukubamonas című angol Wikipédia-szócikk ezen változatának fordításán alapul.  Az eredeti cikk szerkesztőit annak laptörténete sorolja fel. Ez a jelzés csupán a megfogalmazás eredetét és a szerzői jogokat jelzi, nem szolgál a cikkben szereplő információk forrásmegjelöléseként.